# Копілаш
Копілаш — полонина в Гринявських горах (Українські Карпати). Розташована у Верховинському районі Івано-Франкіівської області, на південний захід від села Пробійнівка.
На північ від полонини Копілаш розташована гора Тарниця, на південь — гора Баба-Лудова.
Через полонину проходить пішохідний маршрут, що веде через хребет Пнів'є, Дуконський монастир та хребет Яровиця до села Шепіт. З цього маршруту можна також повернути на інші напрямки до гори Чивчин або до села Зелене.